# Roland (voornaam)
Roland is een jongensnaam. De naam  is afgeleid van twee Germaanse stammen "rhod" en "nand". De betekenis hiervan is "moedig, dapper". 
Een andere betekenis gaat terug op de Oudgermaanse benaming Hrôth Nanths, een typische tweeledige naam die zoveel betekent als '"degene die door het hele land beroemd is". Zie Roland (ridder)
- Roeland (Nederlands)
- Roland (Engels/Frans)
- Orlando (Italiaans)
- Roldán (Spaans)
- Rolando (Portugees)